# توماس فيلدر بويي
توماس فيلدر بويي هو محامي وسياسي أمريكي، ولد في 7 أبريل 1808 في Queen Anne, Prince George's County, Maryland ‏ في الولايات المتحدة، وتوفي في 30 أكتوبر 1869 في أبر مارلبورو في الولايات المتحدة. نشط حزبياً في الحزب الديمقراطي. وقد انتخب عضو مجلس النواب لولاية ماريلند ‏ وانتخب عضو مجلس النواب الأمريكي ‏.